# James Corbitt
James Henry „Tish“ Corbitt (* 20. Oktober 1913 in Oldham; † 28. November 1950 in Manchester) war ein englischer Mörder, der im Strangeways-Gefängnis in Manchester von Albert Pierrepoint gehängt wurde.
Corbitt kannte seinen Henker schon vor der Tat. Zum Zeitpunkt des Mordes war er häufig Gast in dem von Pierrepoint geführten Pub „Help The Poor Struggler“, sang auch mit ihm am Klavier und nannte ihn „Tosh“, während Pierrepoint ihn „Tish“ nannte. Corbitt wusste von der offiziellen Nebenbeschäftigung seines Wirtes. Corbitt lebte zum Zeitpunkt des Mordes von seiner Frau und seinem damals elfjährigen Sohn getrennt und hatte eine Geliebte, Eliza Woods. Diese erdrosselte er in einem Hotelzimmer in Ashton-under-Lyne.
Pierrepoint erfuhr – seinen Memoiren „Executioner: Pierrepoint“ zufolge – erst am Vorabend der Hinrichtung von einem Gefängniswärter, dass es sich bei dem Todeskandidaten um den Gast seines Pubs handelte, den er bis dahin nur mit seinem Spitznamen gekannt hatte: Der Wärter richtete ihm „Tishs“ Bitte aus, Pierrepoint möge ihn am Morgen der Hinrichtung mit seinem Spitznamen anreden, was der Henker auch tat.
Der Film Pierrepoint suggeriert, dass sowohl für Pierrepoints Rücktritt als Henker als auch für seine spätere Gegnerschaft gegen die Todesstrafe die Tatsache ausschlaggebend war, dass er seinen „Freund“ Corbitt hängen musste.
Richtig daran ist, dass Pierrepoint in seinen Memoiren über seine Gefühle bei der Rückkehr von dieser Hinrichtung in die Gaststätte schrieb: „Wenn je ein Mann die Abschreckung vom Mord genau vor der Nase hatte, dann war es dieser Sänger, den ich Tish genannt hatte. Er wusste nicht nur, dass es den Strang gab – er hatte den Mann neben sich, der damit umging, und sang ein Duett mit ihm. Die Abschreckung hatte nicht gewirkt.“